# Onitis pseudosetosus
Onitis pseudosetosus là một loài bọ cánh cứng trong họ Bọ hung (Scarabaeidae).